# Iglesia de San Andrés (La Alcudia)
La iglesia de San Andrés se sitúa en el municipio español de L'Alcúdia, en la provincia de Valencia. Es un edificio religioso de estilos barroco y neoclásico construido entre los siglos XVIII y XIX.

## Descripción
Esta iglesia constituye una de las mejores y más representativas muestras del clasicismo barroco valenciano del último tercio del siglo XVIII, en el que se combinan armónicamente clasicismo en las trazas de planta y alzados, barroco en los detalles decorativos del interior y una fachada precursora del neoclasicismo ilustrado de final de siglo.
Es una construcción de planta rectangular perfecta de 50 m x 25 m, llegando a alcanzar la clave de la cúpula la altura de 33 m y su esbelto campanario 55 m. La planta es de cruz latina inscrita siguiendo el modelo jesuítico del Gesú de Vignola, en Roma. Dispone de capillas laterales comunicadas entre sí. Se cubre con una bóveda de cañón tabicada con lunetos, reforzada con arcos fajones que dividen en cuatro tramos la nave desde los pies hasta el crucero. Los arcos fajones transmiten verticalmente el empuje a unas pilastras de orden corintio con fuste vertical rehundido apoyadas en sólidos pilares.
En el crucero, la cúpula sobre pechinas se alza apoyándose en cuatro arcos torales, posee un pequeño tambor con entablamento igual al que circunda al templo y sobre este cuatro pequeñas ventanas que proporcionan luz, con ándito precedido de verja de hierro. La media naranja, de 11 m de diámetro, está surcada por dieciséis nervios pareados y trasdosada y cubierta con teja azul de Manises.
El presbiterio está formado por un tramo rectangular y cabecera semicircular inscrita. A los dos lados del presbiterio se abren dos salas rectangulares, la sacristía a la izquierda y a la derecha la capilla de la Virgen del Oreto o de la Comunión con camarín en su cabecera, con accesos desde el presbiterio y desde el transepto.
La fachada fue construida en torno al año 1780. La composición responde al modelo vignolesco derivado de la Iglesia del Gesù. De dos pisos de desigual altura, la fachada se compartimenta por órdenes arquitectónicos, corintio en el primero y dórico en el segundo. La diferencia de anchura de los dos cuerpos se compensa en los extremos por medio de dos volutas de base recurvada. La división en vertical con cinco espacios en el cuerpo bajo y tres en el alto, se hace mediante pilastras pareadas en la calle central y en los extremos siendo simples las intermedias.